# SATURDAY RADIO HEAVEN 土曜はいっしょに…。
『SATURDAY RADIO HEAVEN 土曜はいっしょに…。』（サタデー・ラジオ・ヘブン・どようはいっしょに）は、2000年4月8日から2009年3月28日まで山形放送（YBCラジオ）で土曜9:00 - 10:50に放送されていた番組。
パーソナリティーは松下香織。
平日放送の『ミュージックブランチ』とは放送時間が同じなため、同番組の姉妹版と位置づけられていた。
番組には前身もあり、芹川晴夫アナ（当時）と2人で担当した『芹川晴夫の土曜生生（いきいき）ランド〜5時間ですよ』がそれにあたる。
その番組の後半部分が独立し、現在の番組スタイルとなった。
なお、『ミュージックブランチ』がリスナーリクエスト方式で曲紹介をするのに対し、この番組ではしっとりとした洋楽中心の番組独自編成で曲紹介をするのが特長であった。
- 松下香織アナが不在の時は、（元気一番生テレビなどで。）小川香織アナなどが代わりに担当していた。

## 関連番組
- ミュージックブランチ
- 芹川晴夫の土曜の朝に
- 陣内倫洋の土曜モー!